# Pansemertbrug
De Pansemertbrug (brug 124) is een vaste brug in Amsterdam-Centrum.
De verkeersbrug is gelegen in de  westelijke kade van de Prinsengracht. Ze voert daarbij over de Egelantiersgracht. De gehele hoek noordelijke hoek Prinsengracht en Egelantiersgracht kent de gemeentelijk dan wel rijksmonumentstatus. Grootste blikvanger is Egelantiersgracht 2, het relatief brede pand en anachronisme in de zin van architectuur van Gunters & Meuser, handel in ijzerwaren.
Er ligt hier al eeuwen een brug. Balthasar Florisz. van Berckenrode tekende hier een brug in op zijn kaart van Amsterdam in 1625, de brug ligt dan in een kade van de Prince Graft en voert over de Eglentiers Graft. Op die kaart is tevens te zien dat het begin van de Egelanrtiersgracht al geheel dichtgebouwd is, maar dat westwaarts tegen het einde van die gracht  steeds meer stukken open terrein liggen. Het stratenplan, zoals dat er in de 21e eeuw uitziet, is wel al terug te vinden. De moderne geschiedenis van de brug begint in 1871. Aannemers konden op 26 juni hun bod uitbrengen op het vervangen van de vaste houten brug. Soortgelijke werkzaamheden vonden elders ook plaats. Die brug hield het amper veertig jaar vol, in 1901 moest het bovendek vernieuwd worden. In juni 1907 vond er opnieuw een aanbesteding plaats, echter nu voor het slopen van de bestaande houten brug en het "aldaar bouwen eener nieuwe vaste steenen brug met ijzeren bovenbouw en bijbehoorende werken". Het vernieuwen van de brug vond plaats onder supervisie van de Dienst der Publieke Werken, waar ook het ontwerp vandaan kwam. Een aannemer uit de Watergraafsmeer won de aanbesteding met een bod van 16.284,00 gulden. Hij begon op 5 augustus van dat jaar en 22 januari 1908 moest het werk opgeleverd zijn. De brug behield sindsdien haar uiterlijk als ijzeren liggerbrug.
De vernoeming van de brug kent twee versies. De eerste is dat er in de nabijheid een pensmarkt werd gehouden, maar daarvoor is tot aan 2017 geen bewijs gevonden. De andere versie houdt het op een verwijzing naar Hendrick Cornelisz Panser, een plaatselijk bekend apothekersfamilie, onder andere een "pest"-apotheker gevestigd aan de Egelantiersgracht. Beide versies gaan terug op de 17e eeuw.
<<< · 100 · 101 · 102 · 103 ·  105 · 106 · 107 · 108 · 109 ·  110 · 111 · 112 · 113 · 114 · 115 · 116 · 117 · 118 · 119 · 120 · 121 · 122 · 123 · 124 · 125 · 126 · 127 · 128 · 129 · 130 · 131 · 132 · 135 · 136 · 137 · 138 · 139 · 140 · 141 · 142 · 143 · 144 · 145 · 146 · 147 · 148 · 149 ·  150 · 151 · 152 · 155 · 156 · 159 · 160 · 161 · 162 · 163 · 164 · 165 · 166 · 167 · 168 · 169 ·  170 · 171 · 172 · 173 · 174 · 175 · 176 · 177 · 178 · 179 · 180 · 181 · 182 · 183 · 184 · 185 · 186 · 187 · 189 · 190 · 191 · 192 · 193 · 194 · 195 · 196 · 198 · 199 · >>>
Brugnummers 104, 133, 134, 153, 154, 157, 158, 188 en 197 zijn niet (meer) in gebruik.